# Maurice De Waele
Maurice De Waele (27. december 1896 – 14. februar 1952) var en belgisk cykelrytter, født i Lovendegem i Belgien.
Han er mest kendt for at have vundet Tour de France i 1929. Derudover blev han nummer 2 i 1927, 3 i 1928 og 5´er i 1931.